# Rhabdogaster atropalpus
Rhabdogaster atropalpus là một loài ruồi trong họ Asilidae. Rhabdogaster atropalpus được Londt miêu tả năm 2006. Loài này phân bố ở vùng nhiệt đới châu Phi.